# Kadikaran
Kadikaran is een bestuurslaag in het regentschap Serang van de provincie Banten, Indonesië. Kadikaran telt 3253 inwoners (volkstelling 2010).